# Maoming
Maoming, romanitzat com Mowming, és una ciutat a nivell de prefectura situada al sud-oest de la província de Guangdong, a la República Popular de la Xina. La ciutat de Maoming limita amb la mar de la Xina Meridional al sud, Zhanjiang a l'oest, Yangjiang a l'est i Yunfu al nord-est, i es troba a 362 quilòmetres de Guangzhou i 121 quilòmetres de Zhanjiang. Segons el cens del 2020, Maoming tenia 6.174.050 habitants, 2.539.148 dels quals viuen a l'àrea urbanitzada (o metropolitana), que inclou 2 districtes urbans (Maonan i Dianbai) en gran part conurbats.
El port de Maoming va gestionar 16,8 milions de tones de càrrega el 2007. El petroli refinat i els productes aquàtics són els principals productes d'exportació de la ciutat. Les principals destinacions d'exportació inclouen Hong Kong, Macau i els països membres de l'ASEAN. Segons fonts governamentals, el PIB de Maoming va ocupar el 7è lloc entre les 21 ciutats de Guangdong i el 79è de les 656 ciutats de la Xina (2012).

## Història
Durant el desenvolupament primerenc de la civilització xinesa a les valls del riu Wei i del riu Groc i a la plana del nord de la Xina, l'àrea al voltant de Maoming estava ocupada pels Baiyue. Després que els Qin la envaïssin a finals del segle III aC, la zona es va dividir en Nanhai, Xiang i Guilin. Es va establir el comtat de Maoming sota la dinastia Sui. Sota els Qing, formava part de la prefectura de Gaozhou. Després de la guerra civil xinesa, Maoming es va convertir en la comunitat principal de la zona i va ser elevada a l'estatus de ciutat a nivell de comtat el 1959.
El 2014, la ciutat va ser el lloc de protestes populars contra el p-xilè, un producte químic a base de benzè que estava sent produït per la indústria local. Des del XVIII Congrés del Partit i l'ascens del secretari general del Partit Xi Jinping, Maoming ha estat una de les àrees "més afectades" per la lluita anticorrupció. Era vista com una ciutat on la compra i venda de càrrecs oficials era desenfrenada. Una investigació del 2014 de les autoritats centrals d'inspecció va trobar que uns 159 funcionaris locals havien acceptat diverses formes de suborn. L'antic secretari del Partit Comunista de Maoming, Zhou Zhenhong, va ser condemnat a mort, i posteriorment indultat amb dos anys de presó per corrupció amb relació a l'escàndol p-xilè. Altres dos antics secretaris del partit, Liang Yimin i Luo Yinguo, van ser destituïts del càrrec i condemnats a presó.

## Geografia
Situada a la zona costanera del sud-oest de Guangdong, Maoming té sota la seva jurisdicció el districte de Maonan, el districte de Maogang i el comtat de Dianbai. La ciutat administra les ciutats més petites de Xinyi, Gaozhou i Huazhou a nivell de comtat.